# Каламазу (округ)
Каламазу́ (англ. Kalamazoo County) — округ в штате Мичиган, США. Официально образован 7 мая 1830 года. По состоянию на 2010 год, численность населения составляла 250 331 человек.

## География
По данным Бюро переписи США, общая площадь округа равняется 1 502,202 км2, из которых 1 455,581 км2 суша и 49,210 км2 или 3,200 % это водоёмы.

## Население
По данным переписи населения 2000 года в округе проживает 238 603 жителей в составе 93 479 домашних хозяйств и 57 956 семей. Плотность населения составляет 164,00 человека на км2. На территории округа насчитывается 99 250 жилых строений, при плотности застройки около 68,00-ти строений на км2. Расовый состав населения: белые — 84,57 %, афроамериканцы — 9,73 %, коренные американцы (индейцы) — 0,41 %, азиаты — 1,83 %, гавайцы — 0,03 %, представители других рас — 1,27 %, представители двух или более рас — 2,15 %. Испаноязычные составляли 2,64 % населения независимо от расы.
В составе 30,40 % из общего числа домашних хозяйств проживают дети в возрасте до 18 лет, 47,70 % домашних хозяйств представляют собой супружеские пары проживающие вместе, 11,00 % домашних хозяйств представляют собой одиноких женщин без супруга, 38,00 % домашних хозяйств не имеют отношения к семьям, 28,00 % домашних хозяйств состоят из одного человека, 8,50 % домашних хозяйств состоят из престарелых (65 лет и старше), проживающих в одиночестве. Средний размер домашнего хозяйства составляет 2,43 человека, и средний размер семьи 3,00 человека.
Возрастной состав округа: 24,10 % моложе 18 лет, 15,20 % от 18 до 24, 28,20 % от 25 до 44, 21,10 % от 45 до 64 и 21,10 % от 65 и старше. Средний возраст жителя округа 33 лет. На каждые 100 женщин приходится 93,60 мужчин. На каждые 100 женщин старше 18 лет приходится 90,50 мужчин.
Средний доход на домохозяйство в округе составлял 42 022 USD, на семью — 53 953 USD. Среднестатистический заработок мужчины был 39 611 USD против 27 965 USD для женщины. Доход на душу населения составлял 21 739 USD. Около 6,50 % семей и 12,00 % общего населения находились ниже черты бедности, в том числе — 12,30 % молодежи (тех, кому ещё не исполнилось 18 лет) и 6,30 % тех, кому было уже больше 65 лет.